# Глазков, Владимир Иванович
Владимир Иванович Глазков (род. 19 мая 1956, Калуга) — советский и российский актёр, режиссёр, сценарист, и драматург.

## Биография
Первое образование — филологическое. В 1987 году закончил ЛГИТМиК с отличием, класс профессоров Г. А. Товстоногова и А. И. Кацмана. Был автором сценария и актёром телевизионного проекта на канале «Культура» под названием «Боярский двор», а так же автором сценария и актёром на канале РТР в рамках телевизионного проекта "Студия "Ф" Страница «Играем детектив. Гений русского сыска Иван Дмитриевич Путилин».

## Работы в театре

### Санкт-Петербургский театр на Литейном
«Упырь», «Гортензия в Париже», «Маленькая Баба-Яга» Режиссер- постановщик.

### Московский академический театр им. Вл. Маяковского
- «Авантюристы» -Режиссер-постановщик, исполнитель роли Герцога Мальборо

### Санкт-Петербургский театр Сатиры на Васильевском
- «Любовь втроем»[2] Режиссер- постановщик,  исполнитель ролей: Клод и Борис Нежданов
- «Чертова невеста» Режиссер- постановщик,  исполнитель роли Главного черта.

### Театр «Буфф»
- «Бесконечные ноги любви»  Режиссер- постановщик,  исполнитель роли Жоржа Калоярского

### Санкт-Петербургский театр Комедии им. Акимова
«Джельсомино в стране Лжецов»  Режиссер- постановщик,  автор инсценировки

### Калужский Областной драматический театр
«Шоу для настоящих леди»  Режиссер- постановщик,  автор пьесы.
«Щелкунчик»  Режиссер- постановщик,  автор пьесы.
«Баба-Яга и молодильные яблоки»  Режиссер- постановщик,  автор пьесы.
«Играем в дружную семью»  Режиссер- постановщик.
«Комедия Богов»  Режиссер- постановщик,  автор пьесы.

### Санкт-Петербургский театр им. В. Ф. Комиссаржевской
«Сегодня или никогда»  Режиссер- постановщик

### Театр Эстрады имени Аркадия Райкина
- «Шоу для настоящих леди»  Режиссер- постановщик,  автор пьесы., исполнитель роли - Брауна
- "Кабаре «Медведь»  Режиссер- постановщик, совместно с Ю.Н. Гальцевым
- «Шуры-Муры»   Режиссер- постановщик совместно с Ю.Н. Гальцевым
- «Играем Фигаро!» Режиссер- постановщик,  автор инсценировки., исполнитель роли  Доктора Бартоло
- «Искусство жениться»  Режиссер- постановщик.

В спектаклях «Шоу для настоящих леди» и «Играем Фигаро!» Глазков выходит на сцену как актёр.
Автор пьес: «Шоу для настоящих леди», «Авантюристы», «Чертова невеста», «Комедия Богов», «Тайна ореха Кракатук или Щелкунчик», «Заколдованный замок» и др.
2010—2014 педагог по актерскому мастерству в С-ПбГАТИ на курсе Засл. артиста РФ Ю. Н. Гальцева .
2019—2023 — Мастер актерского курса в С-Пб. ГИКиТ

### Автор книг
«Хочу быть артистом или как поступать в театральный институт», С-Пб, Издательство "Лань"
«Комедия Богов или Шоу для настоящих леди» сборник авторских пьес  С-Пб, Издательство "Лань"

## Фильмография
1. 1988 — Собачьe сердцe — фотограф
2. 1991 — Жертва для императора — Кулаков
3. 2001-2004 — Черный ворон.— Антон Ольгердович Дубкевич
4. 2002 — Улицы разбитых фонарей-4 — Климов
5. 2003-2006 — Тайны следствия 2 — Борис Борисович Уваров
6. 2004 — Агентство НЛС-2 — Жак Кристоф
7. 2004 — Мангуст 2 — клиент борделя
8. 2004 — Опера. Хроники убойного отдела — Комов
9. 2004 — Улицы разбитых фонарей-6 — Носович
10. 2005 — Господа присяжные — пассажир
11. 2005 — Неизвестность — Виталий
12. 2005 — Решение проблем — Ромео
13. 2005 — Фаворит — обер-прокурор России князь Вяземский
14. 2006 — Ленинградец — большой начальник
15. 2006 — Последний день актрисы Марыськиной — драматург Астровский
16. 2006 — Свой-чужой — Ося
17. 2006 — Секретная служба Его Величества — Смородин
18. 2006 — Столыпин… Невыученные уроки — Каземир
19. 2007 — Пером и шпагой — граф Эстергази
20. 2007 — Срочно требуется Дед Мороз — «Баба Яга»
21. 2008 — Дорожный патруль 2 — Захаров
22. 2008 — Жизнь, которой не было — Юрий Кузьмич Панкратов
23. 2008 — Золото Трои — одноглазый
24. 2008-2010 — Гаишники — Борщов, пластический хирург
25. 2009 — Брачный контракт — Вадим Щёкин
26. 2009 — Личное дело капитана Рюмина — Лаврентьев, майор УСБ МВД, Главная роль
27. 2009 — Улицы разбитых фонарей-10 — Игорь Золотарёв
28. 2010 — Исполнительный лист — Сикорский
29. 2010 — Лиговка — комиссар Егорин, начальник милиции
30. 2010 — Литейный 4 — судмедэксперт
31. 2010 — Прощай, «макаров»! — Курдюков, депутат
32. 2010 — Цвет пламени — Олег
33. 2010 — ППС — Дмитрий Павлович
34. 2010 — Шериф — Безбородов
35. 2011 — Дорогой мой человек
36. 2011 — Я ему верю — Савельев (14 серия)
37. 2011 — Распутин | Raspoutine (Россия, Франция) — Придворный врач
38. 2011 — Шеф — Савостьянов
39. 2012 — Бездна — психиатр
40. 2012 — Береговая охрана — Полковник Галочка
41. 2012 — Время Синдбада — Адвокат Вощинский
42. 2012 — Зимний круиз — Ковальчук
43. 2012 — Литейный 7 — Виталий Прохоренко
44. 2012 — Хвост —  Вадим Яковлевич Успенский
45. 2012 — Хмуров — Комаров, криминалист
46. 2013 — Улицы разбитых фонарей 13 — Сельдерихин
47. 2013 — Я оставляю вам любовь — Немецкий генерал
48. 2014 — Береговая охрана-2 — Полковник полиции Галочка
49. 2014 — На рубеже. Ответный удар — Трухин, чиновник
50. 2014 — Тест на беременность — Владимир
51. 2014 — Профессионал — Леонид Нефёдов, телепродюсер
52. 2014 — Чужой район-3 — Нехлюдову
53. 2014 — Шаманка — Старостин
54. 2015 — Ментовские войны-8 — Валентин Заломов
55. 2015 — Вызов — Директор дома престарелых
56. 2015 — Высокие ставки — Евгений Петрович Амелин
57. 2015 — Такая работа — ректор Бровин
58. 2015 — Цeлитель — Шепетиевский
59. 2015 — Город особого назначения — Игорь Максимович Лукошников
60. 2015 — Ленинград 1946 — Олег Леонидович, Директор цирка
61. 2015 — Морские дьяволы. Смерч-2 — Яков Георгиевич Зеленков
62. 2015 — Погоня за тремя зайцами — Виктор, психолог
63. 2015 — Полицейский участок — Главный бухгалтер
64. 2015 — Семейный альбом — Антон Ромуальдович, режиссер
65. 2015 — Три счастливых женщины — Иван Александрович, актер народного театра
66. 2016 — Что и требовалось доказать — Вадим Константинович
67. 2016 — Sпарта — отец Худякова
68. 2016 — Беги! — Врач
69. 2016 — Женщина в беде-3 — Иван Александолвич Рогов
70. 2017 — Казнить нельзя помиловать — хозяин ломбарда
71. 2017 — Последняя статья журналиста — Франсуа Бенар, французский издатель
72. 2018 — Алиби — Врач
73. 2018  — Один  — Николай Иванович Шульц, ювелир
74. 2019 — Подкидыш — Козлов, начальник Ленинградского УГРО
75. 2019 — След лисицы на камнях — Издатель
76. 2019 — Формула преступления - Георгий Иванович Мазурик
77. 2020 — Серебряные коньки.  Контролер
78. 2020  —  Сто лет пути  — Звонков
79. 2020  — Тайны следствия- 20  —  Игорь Прокофьев
80. 2021 — Вертинский — Боря, муж Иды Львовны
81. 2021 —  Казанова в России. Тайная миссия  — Мелиссино
82. 2021 — Ледяная история. Ледышка — Главная роль, Злодей.
83. 2021  — Улики из прошлого. Забытое завещание  — Аристарх Петрович
84. 2022 —  Бизнес-план счастья  —  Главный редактор
85. 2022  —  Лихач-2  —  Кузьмич
86. 2023 —  Большой дом  —  Кругловский
87. 2023 —  Лютик и Анютик — Режиссер
88. 2023 —  Розы и шипы — Васильков —
89. 2024 — Алекс Лютый. Дело сирот — Русаков
90. 2024 — Чистые — Седой господин

## Призы и награды
Актёр является лауреатом Всероссийского конкурса Развлекательных программ для молодёжи (в номинации за: режиссуру, сценаризм, ведущий).
- Дипломант Всемирного Фестиваля Молодёжи и Студентов в Москве.
- Лауреат VIII Международного Фестиваля Комедии город Гамбург в номинации на «Самый смешной Актёр» и «Самая смешная актриса».

Является лауреатом Всероссийского театрального фестиваля за постановку спектакля «Упырь», в Санкт-Петербургском театре «На Литейном». «Любовь втроём» в Санкт-Петербургском театре Сатиры на Васильевском  — Авиньонский фестиваль (Франция).
Театральная премия Франции 2014 год, спектакль «Я — гений» (Сальвадор Дали) Фестиваль «Русский космос в Париже»